# Grays Harbor megye
Grays Harbor megye az Amerikai Egyesült Államokban, azon belül Washington államban található. Megyeszékhelye Montesano, legnagyobb városa Aberdeen. Lakosainak száma 75 636 fő (2020. április 1.).

## Szomszédos megyék
- Jefferson megye
- Pacific megye
- Mason megye
- Thurston megye
- Lewis megye

## Népesség
A megye népességének változása:
| Lakosok száma | 72 835 | 72 347 | 71 734 | 71 078 | 71 122 | 75 636 |
|               | 2010   | 2011   | 2012   | 2013   | 2015   | 2020   |